# Condado de Poweshiek
O Condado de Poweshiek é um dos 99 condados do estado norte-americano de Iowa. A sede do condado é Montezuma, que é também a sua maior cidade. O condado tem uma área de 1518 km² (dos quais 3 km² estão cobertos por água), uma população de 18 815 habitantes, e uma densidade populacional de 12 hab/km² (segundo o censo nacional de 2000). O condado foi fundado em 1843 e recebeu o seu nome em referência ao chefe Poweshiek, da tribo Meskwaki.